# Miura Acuhiro
Miura Acuhiro (Óita, 1974. július 24. –) japán válogatott labdarúgó.
A japán válogatott tagjaként részt vett a 2000-es és a 2004-es Ázsia-kupán.

## Statisztika
| Japán válogatott | Japán válogatott | Japán válogatott |
| Időszak          | Mérk.            | gól              |
| ---------------- | ---------------- | ---------------- |
| 1999             | 5                | 1                |
| 2000             | 8                | 0                |
| 2001             | 3                | 0                |
| 2002             | 0                | 0                |
| 2003             | 1                | 0                |
| 2004             | 6                | 0                |
| 2005             | 2                | 0                |
| Összesen         | 25               | 1                |